# Edmé Codjo
Edmé Codjo – beniński trener piłkarski.

## Kariera trenerska
W latach 2005–2007 pracował na stanowisku głównego trenera narodowej reprezentacji Beninu. Od sierpnia 2011 do stycznia 2012 ponownie prowadził reprezentację Beninu.